# Сподња Свеча
Сподња Свеча (словен. Spodnja Sveča) је насељено место у општини Мајшперк, Подравска регија, Словенија.

## Историја
До територијалне реорганизације у Словенији била је у саставу старе општине Птуј.

## Становништво
У попису становништва из 2011. године, Сподња Свеча је имала 53 становника.
| Број становника према пописима | Број становника према пописима | Број становника према пописима |
| ------------------------------ | ------------------------------ | ------------------------------ |
| 1991                           | 2002                           | 2011                           |
| 46                             | 58                             | 53                             |

Напомена: Године 1974. настала поделом насеља Свеча, које је укинуто, на два нова самостална насеља: Згорња Свеча и Сподња Свеча.